# (2863) Ben Mayer
(2863) Ben Mayer (1981 QG2; 1975 NV; 1976 YG4; 1984 DF2) ist ein ungefähr 18 Kilometer großer Asteroid des äußeren Hauptgürtels, der am 30. August 1981 vom US-amerikanischen Astronomen Edward L. G. Bowell am Lowell-Observatorium, Anderson Mesa Station (Anderson Mesa) in der Nähe von Flagstaff, Arizona (IAU-Code 688) entdeckt wurde. Er gehört zur Themis-Familie, einer Gruppe von Asteroiden, die nach (24) Themis benannt ist.

## Benennung
(2863) Ben Mayer wurde nach dem kalifornischen Amateurastronomen Ben Mayer benannt, der das PROBLICOM Sky Survey koordinierte. Die Benennung wurde vom Entdecker Edward L. G. Bowell nach einer Empfehlung von P. L. Dombrowski vorgeschlagen.